# 玻璃之城
《玻璃之城》（英語：City of Glass）是一部於1998年上映的香港電影，由張婉婷導演，羅啟銳編劇。故事借1997年為時代背景，兩個分別來自香港大學利瑪竇宿舍和何東夫人紀念堂的校友有婚外情，在倫敦橋遇上車禍死亡為引子，呈現出兩代男女的愛情故事。電影於金馬獎及香港電影金像獎獲得多項提名及獎項，而《玻璃之城電影原聲大碟》在發行後的一個月內獲得香港的大型連鎖唱片店HMV的中文唱片銷量排行榜冠軍。

## 製作概念
導演張婉婷和編劇羅啟銳同樣是香港大學的校友，張婉婷在大學時期曾經入住何東夫人紀念堂的宿舍，舍堂於1998年1月拆卸重建，使到張婉婷產生了拍攝此電影的念頭。
電影以「玻璃之城」命名，意思是指城市中的很多事物有如玻璃一般的閃亮通透，但脆弱易碎，只有剎那的光輝。《玻璃之城》以香港大學的宿舍為拍攝場景，部份外景在英國倫敦拍攝。
張婉婷原先構思一人分飾兩角，讓黎明和舒淇分別飾演男女主角及主角的下一代，其後認為男女主角在戲中的年齡跨度達三十年，若由相同的演員飾演主角的下一代，容易讓觀眾混淆，因此改由吳彥祖及張燊悅飾演主角的下一代。為了令黎明和舒淇演得更像情侶，張婉婷要求他們在電影開拍前私下約會培養感情，並到香港大學與飾演同學的演員見面。

## 劇情簡介
故事由許港生和韻文在英國倫敦橋發生致命車禍揭開序幕，許港生和韻文是香港大學1970年代的同學，分別是利瑪竇宿舍和何東夫人紀念堂的宿生，兩人在大學時期是一對公認的戀人。
後來，港生因參加保釣運動而被拘捕入獄，被判緩刑三個月，港生對香港感到失望，決定到法國留學，韻文在香港當兼職賺錢，計劃到法國與港生一起生活；臨行前港生送給韻文的一隻石膏手，並告訴韻文他生命線、事業線、愛情線都是用她的名字刻成。
由於當時二人的經濟能力不足，在分隔兩地期間只能有限地以昂貴的長途電話與對方聯繫，引起了一些小誤會，加上韻文因父親去世而不能到法國，二人失去了聯絡，感情無疾而終。後來各自結婚生子，二人不約而同的都為子女都起名為「康橋」，因為這是他倆年輕時最想去的地方。
數年後，港生和韻文在香港相遇，發現自己仍然心愛對方，二人發生了婚外情，並履行當年與對方許下的承諾，在香港聯名購買物業及學習駕駛飛機。韻文無法接受這段婚外情的感覺，獨自前往康橋，港生也似有默契地到英國尋找韻文，二人在1996年除夕夜駕車趕往慶典途中發生車禍身亡。
許港生兒子許康橋和韻文的女兒洪康橋到英國辦理父母的後事，二人初時討厭對方，埋怨對方害死自己的父母，後來在父母的聯名物業整理遺物期間，看見父母收藏的日記、照片及書信等物品，發現其父母並不是一般婚外情的第三者，二人更發現自己的中文名字同樣是「康橋」，象徵了他們父母的愛情。最後二人諒解了彼此的父母親，並與對方產生了感情，延續了父母未完成的愛情故事。

### 經典對白
- 港生：「我手上的愛情線、生命線和事業線，都是你的名字拼成的。」
- 韻文：「所有的同學都回來了，我看見他們，特別有犯罪感。」
港生：「那妳回家當妳的好太太吧！」
韻文：「我一開始就不是個好太太，也不是個好情人。」
- 港生：「以後妳再也不用背著我，偷偷打電話給他。」
韻文：「你以後也不用每年找藉口，不跟我過生日...」
港生：「還有情人節...」
韻文：「中秋節...」
港生：「聖誕節...」
韻文、港生：「還有新年...」
- 港生：「希望妳不會忘記，我們在一起的每一天，都那麼開心，我是那麼愛妳。」
韻文：「我也希望你記得，我們分開的日子裡，你不在我身邊，我才是最愛你的。」

## 主要演員
以下是《玻璃之城》的主要演員及其所飾演的角色簡介：
| 演員   | 角色              | 介紹 | 參考  |
| 黎明   | 許港生（Raphael） | 1970年代香港大學學生，利瑪竇宿舍的宿生，因參加保釣運動而被囚禁，其後因到外國深造而與女朋友韻文分手。多年後，二人已經各自結婚，卻因意外重逢而發生了婚外情。 | [ 7 ] |
| 舒淇   | 韻文（Vivian）    | 1970年代香港大學學生，何東夫人紀念堂的宿生，許港生原本是其男朋友，後來分手，與洪秉正結婚。多年後再次遇見許港生，二人發生了婚外情。                         | [ 8 ] |
| 吳彥祖 | 許康橋（David）   | 許港生的兒子，生於香港，和母親長期在美國生活。 |       |
| 張燊悅 | 洪康橋（Susie）   | 韻文與洪秉正所生的女兒，1997年時於香港大學讀書，是何東夫人紀念堂的宿生。                                                                                   |       |
| 谷德昭 | 陳浩（Derek）     | 律師，亦是許港生及韻文的大學同學。 |       |
| 陳奕迅 | 洪秉正            | 韻文的丈夫，亦是許港生的同學。 | [ 9 ] |
| 任葆琳 | 許太              | 許港生的妻子、許康橋的母親。 |       |

## 歌曲及配樂
《玻璃之城電影原聲大碟》由新力音樂製作，於1998年10月14日發行，發行後的1個月內已錄得超過二萬五千張的銷量，在當時香港的大型連鎖唱片店HMV獲得中文唱片銷量排行榜冠軍。原聲大碟收錄了5首歌曲及9首由趙增熹創作的配樂，收錄的5首歌曲包括由李迪文（英語：Dick Lee）作曲，林夕填詞，黎明演唱的電影主題曲〈今生不再〉（國語版本名為〈等到天昏地暗〉）、由陳輝陽作曲，黃偉文填詞，盧巧音演唱的電影插曲《自戀影院》、由美國歌手唐·麥克林於1970年代演唱的歌曲And I Love You So，以及由黎明重新演繹的英語歌曲Try to Remember。此外，1960年代英語歌曲A Whiter Shade of Pale亦用作電影插曲，但此曲卻因版權問題沒有收錄於電影原聲大碟。

## 各界評價
外界視電影《玻璃之城》為導演張婉婷、演員黎明及舒淇的代表作品之一，根據爛番茄網站所收集的五百多個觀眾評價，觀眾給予《玻璃之城》的「爆米花」指數為73%；而互聯網電影資料庫收集到五百多個評價，平均得分為6.8分（最高10分）。
香港影評人石琪在香港電影評論學會撰寫評論文章，認為《玻璃之城》的故事構思不錯，以七十年代初的保釣運動到1997年的香港回歸為時代背景，能夠連繫著香港的歷史變遷，並把兩代的兩對男女恩怨交織在一起，素材配搭豐富，電影中的一些枝葉情節簡潔有致，但同時認為此電影的裝潢太多，過於標榜大學生的精英形象。
專欄作家趙來發曾經以筆名「祝依恩」在報章撰文評論，表示《玻璃之城》以社會的時代變遷及年青知識分子的愛情為故事，是好的電影題材，而有關精英主義的情節，是此片最難處理的部份，作者認為每間大學宿舍各有自己的特色，不能以三言兩語向觀眾交代，對於張婉婷未能透過電影情節向觀眾展示出何東夫人紀念堂宿舍的神髓而感到可惜。
張婉婷在接受媒體訪問時表示，由於演員舒淇曾經是艷星，在邀請其擔任《玻璃之城》女主角的時候惹來反對聲音，甚至有投資者因此而卻步，而在申請借用香港大學何東夫人紀念堂宿舍拍攝實景時，大學教授對於舒淇飾演形象清純大學女生有所保留，張婉婷則認為舒淇是個好演員，能夠以不同的形象及角色示人，是女主角的最合適人選，同時認為黎明及舒淇演得夠真，是此片感動人心的原因之一。

## 提名與獎項

### 金馬獎
《玻璃之城》在第三十五屆金馬獎合共取得十一項提名，獲得最佳原著劇本、最佳攝影、最佳剪輯、最佳音效四個獎項，以及獲得非正式競賽項目的觀眾票選最佳影片獎。
| 年份   | 角逐獎項         | 姓名／作品名稱           | 結果 |
| 1998年 | 最佳男主角       | 黎明                     | 提名 |
| 1998年 | 最佳導演         | 張婉婷                   | 提名 |
| 1998年 | 最佳劇情片       | 《玻璃之城》             | 提名 |
| 1998年 | 最佳原創電影歌曲 | 《今生不再》             | 提名 |
| 1998年 | 最佳原著劇本     | 張婉婷、羅啟銳           | 獲獎 |
| 1998年 | 最佳攝影         | 馬楚成                   | 獲獎 |
| 1998年 | 最佳視覺特效     | 先濤數碼影畫製作有限公司 | 提名 |
| 1998年 | 最佳美術設計     | 余家安                   | 提名 |
| 1998年 | 最佳原著音樂     | 李迪文、趙增熹           | 提名 |
| 1998年 | 最佳剪輯         | 李明文                   | 獲獎 |
| 1998年 | 最佳音效         | 曾景祥                   | 獲獎 |
| 1998年 | 觀眾票選最佳影片 | 《玻璃之城》             | 獲獎 |

### 香港電影金像獎
《玻璃之城》在第十八屆香港電影金像獎取得十二項提名，當中獲得最佳原創電影歌曲獎。
| 年份   | 角逐獎項         | 姓名／作品名稱                | 結果 |
| 1999年 | 最佳電影         | 《玻璃之城》                  | 提名 |
| 1999年 | 最佳導演         | 張婉婷                        | 提名 |
| 1999年 | 最佳編劇         | 羅啟銳、張婉婷                | 提名 |
| 1999年 | 最佳男主角       | 黎明                          | 提名 |
| 1999年 | 最佳女主角       | 舒淇                          | 提名 |
| 1999年 | 最佳新演員       | 吳彥祖                        | 提名 |
| 1999年 | 最佳攝影         | 馬楚成                        | 提名 |
| 1999年 | 最佳美術指導     | 余家安                        | 提名 |
| 1999年 | 最佳服裝造型設計 | 余家安                        | 提名 |
| 1999年 | 最佳原創音樂     | 李迪文、趙增熹                | 提名 |
| 1999年 | 最佳原創電影歌曲 | 《今生不再》                  | 獲獎 |
| 1999年 | 最佳音響效果     | 嘉禾娛樂事業有限公司 藝神集團 | 提名 |

### 註腳列表
1. ↑  . 報章. 1998-10-22  [2022-03-21]. （原始内容存档于2022-03-21） （中文）.
2. ↑  奇夫. . 香港: 三聯書店(香港)有限公司. 2009-09: 92. ISBN 9789620428692 （中文）.
3. ↑  . 報章. 1998-05-03  [2022-03-21]. （原始内容存档于2022-03-21） （中文）.
4. 1 2  . 報章. 1998-10-24  [2022-03-21]. （原始内容存档于2022-03-21） （中文）.
5. ↑  . 頭條日報. 2022-10-04  [2022-10-04]. （原始内容存档于2022-10-04） （中文）.
6. ↑  陳劍梅. . 香港: 中華書局(香港)有限公司. 2018-01: 125－151. ISBN 9789888489916 （中文）.
7. ↑  青木原. . 輔仁媒體. 2016-05-02  [2022-03-21]. （原始内容存档于2018-06-27） （中文）.
8. 1 2  陳穎思. . 香港01. 2018-10-28  [2019-09-28]. （原始内容存档于2019-09-28） （中文）.
9. ↑  湯禎兆. . 文匯報. 2009-01-14  [2019-09-29]. （原始内容存档于2019-09-29） （中文）.
10. ↑  . 東方日報. 1998-10-10: C12  [2022-03-21]. （原始内容存档于2021-06-14） （中文）.
11. ↑  . 報章. 1998-10-27  [2022-03-21]. （原始内容存档于2021-06-14） （中文）.
12. ↑  . 明報. 1998-10-10  [2022-03-21]. （原始内容存档于2021-06-14） （中文）.
13. ↑  . Rotten Tomatoes.   [2019-09-29]. （原始内容存档于2017-12-06） （英语）.
14. ↑  . IMDb.   [2019-09-29]. （原始内容存档于2017-02-09） （英语）.
15. ↑  石琪. . 香港影評庫. 1998  [2022-03-21]. （原始内容存档于2019-09-30） （中文）.
16. ↑  祝依恩. . 明報. 1998-11-09  [2022-03-21]. （原始内容存档于2022-03-21） （中文）.
17. ↑  騫平. . 明報. 1998-11-03  [2022-03-21]. （原始内容存档于2022-03-21） （中文）.
18. ↑  . 台北金馬影展.   [2019-09-29]. （原始内容存档于2019-01-30） （中文）.
19. ↑  . 香港電影金像獎.   [2019-03-24]. （原始内容存档于2019-01-30） （中文）.
20. ↑  . 人民網. 2011-04-15  [2022-03-21]. （原始内容存档于2019-09-29） （中文）.

## 外部連結
- 開眼電影網上《玻璃之城》的資料（繁體中文）
- 香港影庫上《玻璃之城》的資料（繁體中文）
- 豆瓣电影上《玻璃之城》的資料 （简体中文）
- 时光网上《玻璃之城》的資料（简体中文）
- AllMovie上《玻璃之城》的资料（英文）
- 爛番茄上《玻璃之城》的資料（英文）
- 互联网电影数据库（IMDb）上《玻璃之城》的资料（英文）